# Egma
Egma was een eurodancegroep uit Eindhoven van producers Eeg/Ege van Kruysdijk en Marcel Theunissen. De naam Egma ontstond uit twee voorletters van Eeg/Ege en twee voorletters van Marcel. 
De groep bracht singles uit als Let The Bass Kick (1991) op het Midtown-label, en de nummers Never Gonna Loose Your Love (1993), Love Is (1993), Make My Day en Tell It To My Heart (1994) werden door N.E.W.S. Records uitgebracht.
Hoewel de groep uit Nederland kwam, hadden ze in eigen land weinig bekendheid. Love is... was een kleine hit in Frankrijk. De groep bestond aanvankelijk uit zangeres Ilse Geels en Henk van de Wiel, en werd later versterkt door zangeres Margo Smulders en zanger/rapper Michael Robby. Het management van de groep werd verzorgd door Nico en Joke Spring in 't Veld, die ook het management van onder meer de groep Twenty 4 Seven verzorgden. De laatste single van Egma werd in 2001 uitgebracht. In 2002 werd zanger Henk van de Wiel omgebracht bij een overval in Parijs.
In de serie Estonia, over de scheepsramp, welke in het najaar van 2024 op de Nederlandse televisie wordt uitgezonden, is het nummer 'Never Gonna Loose Your Love regelmatig te horen.

## Discografie

### Singles
| 1991                                                    | "Let the Bass Kick"           | —  | 74 |
| 1992                                                    | "Don't Have to Be Jesus"      | —  | —  |
| 1993                                                    | "Never Gonna Loose Your Love" | —  | 49 |
| 1994                                                    | "Love Is..."                  | 45 | —  |
| 1995                                                    | "Make My Day"                 | —  | —  |
| 1995                                                    | "Tell It to My Heart"         | —  | —  |
| "—" betekent dat de single niet in de hitlijst belandde |                               |    |    |